# اتین دو لا بوئسی
اتیین دو لا بوئسی (به فرانسوی: Étienne de La Boétie) شاعر، نویسنده و فیلسوف فرانسوی دوره رنسانس است.

## زندگی
در سال ۱۵۳۰ در شهر سارلا در منطقه پریگورد فرانسه متولد شد و در سال ۱۵۶۳ در حالی که جوانی ۳۳ ساله بود در نزدیکی شهر بردو بدرود حیات گفت.
او که در خانواده‌ای روشنفکر به دنیا آمده بود، پس از مرگ پدرش به وسیلهٔ عمویش که یک کشیش بود تربیت شد. پس از پایان تحصیلات متوسطه اش علاقه زیادی به فلسفه باستان از خود نشان داد. او همچنین اشعاری سروده و تألیفات «پلوتارک»، «ویرژیل» و ارسطو را از لاتین به فرانسوی ترجمه نمود.
لاَبوئسی در رشته حقوق دانشگاه اورلئان و در حالیکه تنها هیجده سال داشت اولین کتاب خود را به رشته تحریر درآورد. بعدها کتاب «گفتاری دربارهٔ بردگی خودخواسته» یا «علیه یک تن» مشهورترین نوشته او نیز تلقی شد.
شهرت او در طی تحصیلات دانشگاهی سبب شد تا در سال ۱۵۵۳ پارلمان بردو او را به عنوان مشاور استخدام نماید. بعداً، به عنوان یکی از شرکت کنندگان در مذاکرات برای دستیابی به صلح میان کاتولیک‌ها و پروتستانها و پایان دادن به جنگ مذاهب برگزیده شد.
در سال ۱۵۶۳ به اسهال خونی مبتلا شد و در ۱۸ اوت همان سال بر اثر این بیماری فوت کرد.
«گفتاری دربارهٔ بردگی خودخواسته» یا «علیه یک تن» در سال ۱۵۴۸ نوشته شده‌است. این کتاب کیفرخواستی عمیق، مستند و عالمانه علیه استبداد است.
مونتین (مونتنی) که دستنوشته دو لا بوئسی را خوانده بود، بدنبال نویسنده کتاب می‌گشت و با پیدا کردن او، دوستی صمیمانه‌ای بین آن دو برقرار شد بطوریکه هنگام مرگ دو لا بوئسی بر بستر او حضور داشت. مونتین بخش مربوط به دوستی را که در کتابش («تلاش‌ها» یا «مقالات») نوشته‌است به دوستی اش با اتیین دو لا بوئسی اختصاص داده و می‌نویسد «اگر از من بپرسند چرا دوستش داشتم فکر می‌کنم جوابی نداشته باشم جز اینکه بگویم: چون او، او بود و چون من، من بودم».

## در زبان فارسی
- سیاست اطاعت: رساله دربارهٔ بردگی اختیاری، اتین دو لا بوئتی، ترجمهٔ علی معنوی (تهران: نشر نی، ۱۳۷۸)
- گفتاری درباره‌ی بردگیِ خودخواسته، اتین دو لا بوئسی، ترجمهٔ حمید بیکس شورکایی (تهران: نشر دهگان، ۱۳۹۲)
- گفتار در بندگیِ خودخواسته، اتین دو لا بئسی، ترجمهٔ لاله قدکپور (تهران: نشر گمان، ۱۳۹۲)